# Gardinia magnifica
Gardinia magnifica är en fjärilsart som beskrevs av Walker 1865. Gardinia magnifica ingår i släktet Gardinia och familjen björnspinnare. Inga underarter finns listade i Catalogue of Life.